# Reserva Costa Atlántica
La Reserva Costa Atlántica (français : réserve de la Costa Atlántica) est une zone naturelle protégée située dans la province de Terre de Feu, en Argentine, qui présente une grande diversité d'oiseaux aquatiques migrateurs et endémiques. Elle est créée par la loi no 415 du pouvoir exécutif provincial du 27 octobre 1998.
Elle fait partie du système provincial d'espaces naturels protégés (S.P.A.N.P.) créée par la loi provinciale no 272 en 1996 qui comprend six zones naturelles protégées pour la conservation des écosystèmes de la province.
En 1992, elle est incluse dans le Réseau de réserves pour les oiseaux de rivage de l'hémisphère occidental (WHSRN) avec la catégorie de « réserve de l'hémisphère ». Le 13 septembre 1995, elle est désignée « zone humide d'importance internationale » par la convention de Ramsar. Elle est identifiée comme une zone d’oiseaux endémiques par l'ICBP (Birdlife International).

## Caractéristiques
Elle est située dans la zone nord-est de la Grande île de la Terre de Feu, dans le secteur côtier entre le Cap Nombre et l'embouchure du río Ewan. Sur ses 28 600 hectares, prédomine le paysage steppique avec des prairies et des plantes xérophiles, avec quelques parcelles de forêt de ñire. La zone la plus importante est la Baie de Saint-Sébastien, avec une vaste zone intertidale qui couvre une superficie de 16 000 hectares de sol vaseux à marée basse.
La zone de l'embouchure de Río Grande, du Cap Auricosta et de l'embouchure du rio Ewan se distingue également par des sols sableux boueux.

## Faune
Pendant l'hiver boréal, la réserve abrite l'une des plus grandes concentrations d'oiseaux des néotropiques. 43 % de la population totale de bécasseaux sud-américains, 13 % de la population totale de bécasseaux maubèches du continent et 32 % de la population de bécasseaux à croupion blanc de la côte atlantique vivent dans la région. C'est une zone de nidification pour l'ouette à tête rousse, une espèce gravement menacée. Entre autres oiseaux, on peut observer l'huîtrier de Garnot, l'ouette marine ou caranca, le canard huppé, les becs-en-fourreaux, le pluvier de d'Urville, la pluvianelle magellanique, l'ouette de Magellan, la mouette de Patagonie, la sterne hirundinacée, et le bécasseau de Baird. En plus petit nombre, on peut voir le bécasseau sanderling et le goéland dominicain,.